# Eupelmus karschii
Eupelmus karschii är en stekelart som beskrevs av Karl Eduard Lindeman 1887. Eupelmus karschii ingår i släktet Eupelmus och familjen hoppglanssteklar. Inga underarter finns listade i Catalogue of Life.